# María Galindo
María Galindo Neder (La Paz, Bolívia, 15 de setembro de 1964) é uma ativista boliviana, militante anarcofeminista, psicóloga e comunicadora, cofundadora do colectivo Mujeres Creando em 1992, o qual segue liderando.

## Trajectória
María Galindo nasceu no ano de 1964 na cidade de La Paz. Começou seus estudos escolares em 1970, saindo bachiller em sua cidade natal no ano de 1981. Em 1992 foi cofundadora junto a Julieta Paredes e Mónica Mendoza do colectivo Mujeres Creando.
Auto-declarada lésbica abertamente, em seus anos iniciais de militancia social vinculou-se à esquerdistas ultra-radicais como Álvaro Linera, a quem Galindo defendeu quando foi processado por subversão e terrorismo.
Em 2006, lançou sua candidatura à Assembleia Constituinte pelo Movimento Bolívia Livre (MBL) como um ato simbólico e de crítica ao processo mesmo. Neste contexto, redige e publica, junto ao Movimento Mujeres Creando, A Constituição Política Feminista do Estado.
Depois da visita do presidente iraniano a Bolívia, Mahmud Ahmadineyad, recebido por Morales em 27 de setembro de 2007, ela protestou no canal de televisão da Unitel, onde se referiu tanto ao tema da violação dos direitos humanos como à perseguição e execução às mulheres e homossexuais. 
Em 2007 junto à escritora argentina Sonia Sánchez publicou Ninguna mujer nace para puta, apresentado na praça Onze de Buenos Aires rebaptizada como Praça dos Prostituyentes para denunciar o tráfico e a exploração sexual, numa ação pública que serviu como lançamento do livro. Nesse mesmo ano começou a codirigir a emissora Rádio Desejo e apresentar o programa La loca mañana.
Em 2013 publicou Não se pode descolonizar sem despatriarcalizar no que critica ao patriarcado como base de toda dominação, incluindo o racismo.
Em março de 2017 participou numa ação a favor da despenalização do aborto em frente à catedral de La Paz convocada por Mulheres Criando. Em junho do mesmo ano apresentou o livro Não há liberdade política sem liberdade sexual, produto da investigação realizada entre 2015 e 2016 na Assembleia Legislativa Plurinacional sobre a homofobia na Assembleia Legislativa auspiciada pela Vicepresidencia do Estado de Bolívia. A publicação do estudo foi publicado com o apoio do financiamento colectivo a partir da plataforma Verkami.
No final de 2019, Galindo esteve envolvida numa controvérsia por um artigo, no qual criticou duramente à presidenta boliviana Jeanine Añez.
Galindo tem recebido críticas de fanatismo e rebeldia exacerbadas. Por exemplo, as feministas do grupo "Pan e Rosas" e o grupo feminino cruceño "Kuña Mbarete" acusaram-na de ser às vezes muito autoritária e auto-considerar-se como a única voz dentro do feminismo boliviano.

## Algumas publicações

### Livros
- - Y si fuésemos una espejo de la otra, por un feminismo no racista (1992)
  - María Galindo. 2005. Archivo Cordero 1900 - 1961 Edición Turner.
  - María Galindo, Sonia Sánchez. 2007. Ninguna mujer nace para puta. Edición ilustrada de Lavaca Editora, 220 pp. ISBN 987-21900-3-8
  - Mujeres Grafiteando(2006), autoría colectiva de recopilación de grafitis producidos por Mujeres Creando.
  - María Galindo. 2013. No se puede Descolonizar sin Despatriarcalizar. ISBN 97899954-2-622-4
  - María Galindo, 2016 Espejito Mágico, un conjunto de retratos de mujeres escritos para Radio.
  - No hay libertad política sin libertad sexual (2017)
  - María Galindo. 2022. Feminismo Bastardo. Edición Mantis Narrativa. Prólogo de Paul B. Preciado

### Produção cinematográfica
- Serie Acciones (2002); esta série foi exposta no Centro de Arte Reina Sofía no ano de 2003 no contexto de Versões do Sur
- Mamá No me lo Dijo (2004); série de televisão difundida em Bolívia em canal aberto. A filmagem deste trabalho causou um processo judicial por Atos obscenos iniciado pelo Estado de oficio.
- Exiliadas del Neoliberalismo (2004); documentário sobre as mulheres bolivianas migrantes a Espanha
- Amazonas, mujeres indomables (2009); documentário sobre um grupo de ação argentino de luta contra a violência machista instalado nos bairros habitados em maior medida por migrantes bolivianas, peruanas e paraguaias
- Virgen Cerro y Virgen Barbie; curtas que fizeram parte da instalação na mostra Princípio Potosí
- 13 Horas de Rebelión (2013); 6 curtametragens, um dos quais tem faz parte central da instalação de Mulheres Criando na Bienal de Arte de São Paulo no ano de 2014.
- Revolución Puta (2023). Filme documental que percorre o universo das trabalhadoras sexuais na cidade de La Paz em Bolivia. Banda sonora Kumbia Queers.